# Cooper Harold Langford
Cooper Harold Langford (Contea di Logan (Arkansas), 25 agosto 1895 – 28 agosto 1964) è stato un filosofo e logico statunitense, specializzato nella filosofia analitica e nella logica matematica.

## Biografia
Dopo aver trascorso il suo primo anno all'Università dell'Arkansas, nel 1915 Langford si trasferì all'Università Clark, dove si laureò cinque anni più tardi. Allo scoppio della Prima Guerra Mondiale dovette interrompere gli studi universitari per arruolarsi nell'esercito, dove per 20 mesi rimase di stanza all'estero. Nel 1920 si iscrisse all'Università di Harvard e nel 1924 conseguì il dottorato in psicologia sotto la supervisione di Edwin Boring. Dal 1924 al 1925 studiò logica all'Università di Cambridge grazie a borsa di studio intitolata Sheldon Travelling.
Di ritorno negli Stati Uniti, dal '25 al '27, Langford insegnò ad Harvard. Assistente universitario dal '27 al '29 presso l'Università di Washington, nell'autunno del 1929 divenne professore associato di ruolo nel dipartimento di filosofia dell'Università del Michigan, nella quale divenne ordinario nel '23, rimanendovi per il resto della sua carriera accademica. Durante l'anno accademico 1935-36, fu nominato "Guggenheim fellow" e divise il tempo tra Vienna e Cambridge, in Inghilterra.
Langoford acquisì notorietà nel 1932 con la pubblicazione del libro Symbolic Logic e in particolare con la teorizzazione del sistema modale S5. Arthur Burks fu uno dei suoi studenti di dottorato.
Nell'ambito della filosofia del linguaggio, Langford è noto per un test omonimo, formulato nel 1937, che permette di distinguere le espressioni usate da quelle semplicemente citate in una data frase tradotta in un'altra lingua. Quando l'espressione ricorre anche nella traduzione, si tratta di una citazione piuttosto che di una proposizione propria del testo originale. Questo test fu utilizzato all'interno di un noto argomento di Alonzo Church relativo al trattamento da parte di Carnap delle attribuzioni delle credenze in relazione alle proposizioni (cfr. Chiesa, 1950).
Langford fu sposato due volte. Suo figlio Cooper H. Langford era un chimico.

## Opere selezionate
- C. H. Langford, On quantifiers for general propositions, in Bull. Amer. Math. Soc., vol. 32, n. 6, 1926,  pp. 694-704, DOI:10.1090/s0002-9904-1926-04298-1, MR 1561292.
- C. H. Langford, An analysis of some general propositions, in Bull. Amer. Math. Soc., vol. 33, n. 6, 1927,  pp. 666-672, DOI:10.1090/s0002-9904-1927-04445-7, MR 1561444.
- C. H. Langford, On inductive relations, in Bull. Amer. Math. Soc., vol. 33, n. 5, 1927,  pp. 599-607, DOI:10.1090/s0002-9904-1927-04419-6, MR 1561425.
- C. H. Langford, On a type of completeness characterizing the general laws for the separation of point-pairs, in Trans. Amer. Math. Soc., vol. 29, n. 1, 1927,  pp. 96-110, DOI:10.1090/s0002-9947-1927-1501378-8, MR 1501378.
- C. H. Langford, Concerning logical principles, in Bull. Amer. Math. Soc., vol. 34, n. 5, 1928,  pp. 573-582, DOI:10.1090/s0002-9904-1928-04625-6, MR 1561620.
- C. H. Langford, Review of: The Significs of Pasigraphic Systems by E. W. Beth, in The Journal of Symbolic Logic, vol. 2, n. 1, 1937,  pp. 53-54, DOI:10.2307/2268834, JSTOR 2268834.
- C. H. Langford, A Proof That Synthetic A Priori Propositions Exist, in The Journal of Philosophy, vol. 46, n. 1, 6 gennaio 1949,  pp. 20-24, DOI:10.2307/2019526, JSTOR 2019526.